# Château de la Cour de Cellières
Le château de la Cour de Cellières est un château situé à Juvardeil, en France.

## Localisation
Le château est situé dans le département français de Maine-et-Loire, sur la commune de Juvardeil, dans le village de Cellières.

## Historique
L'édifice est inscrit au titre des monuments historiques en 1977et inscrit en 1987.
Le village de Cellières était paroisse jusqu'à la révolution. Le prieuré-cure de Saint-Martin de Cellières dépendait de l'abbaye Saint Nicolas d'Angers. Le seigneur du lieu en avait fait don vers 1080.